# Gare de Lyon-Guillotière
La gare de Lyon-Guillotière  est une gare aux marchandises située dans le 7e arrondissement de Lyon. La gare de la Guillotière est constituée de deux halles en béton. Elle est construite entre 1947 et 1949 par l'architecte Jean Clet et l'ingénieur Bernard Laffaille.
Jusqu’en 2012, elle était utilisée par le Sernam, qui est repris par la suite par Geodis Calberson. Une des deux halles de la gare de la Guillotière a été détruite partiellement par la création de la gare de Lyon-Jean-Macé.

## Histoire
C'est de La Guillotière que commence la section de Lyon à Valence, dernière lacune de la ligne de Lyon à Marseille, mise en service le 16 avril 1855 par la Compagnie du chemin de fer de Lyon à la Méditerranée (LM). Le raccordement entre La Guillotière et la gare de Perrache est réalisé le 10 octobre 1856, en même temps que la liaison entre Perrache et Vaise. Ces liaisons permettent d'établir la continuité de l'axe ferroviaire de Paris à Marseille.